# 蹄鉄

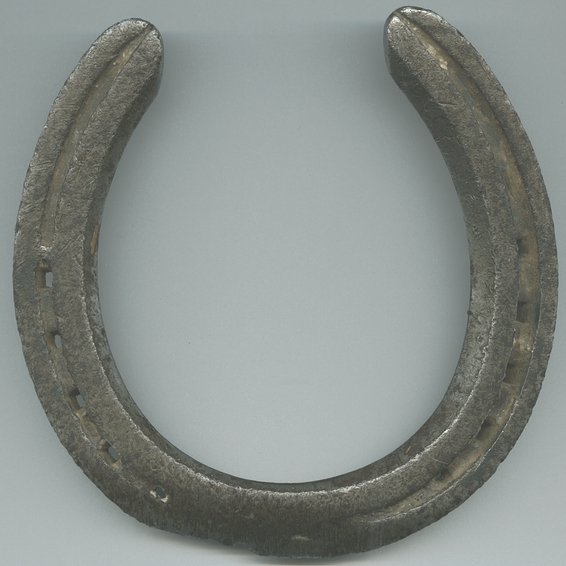
最も一般的な鉄製の蹄鉄。蹄に鋲で固定される。

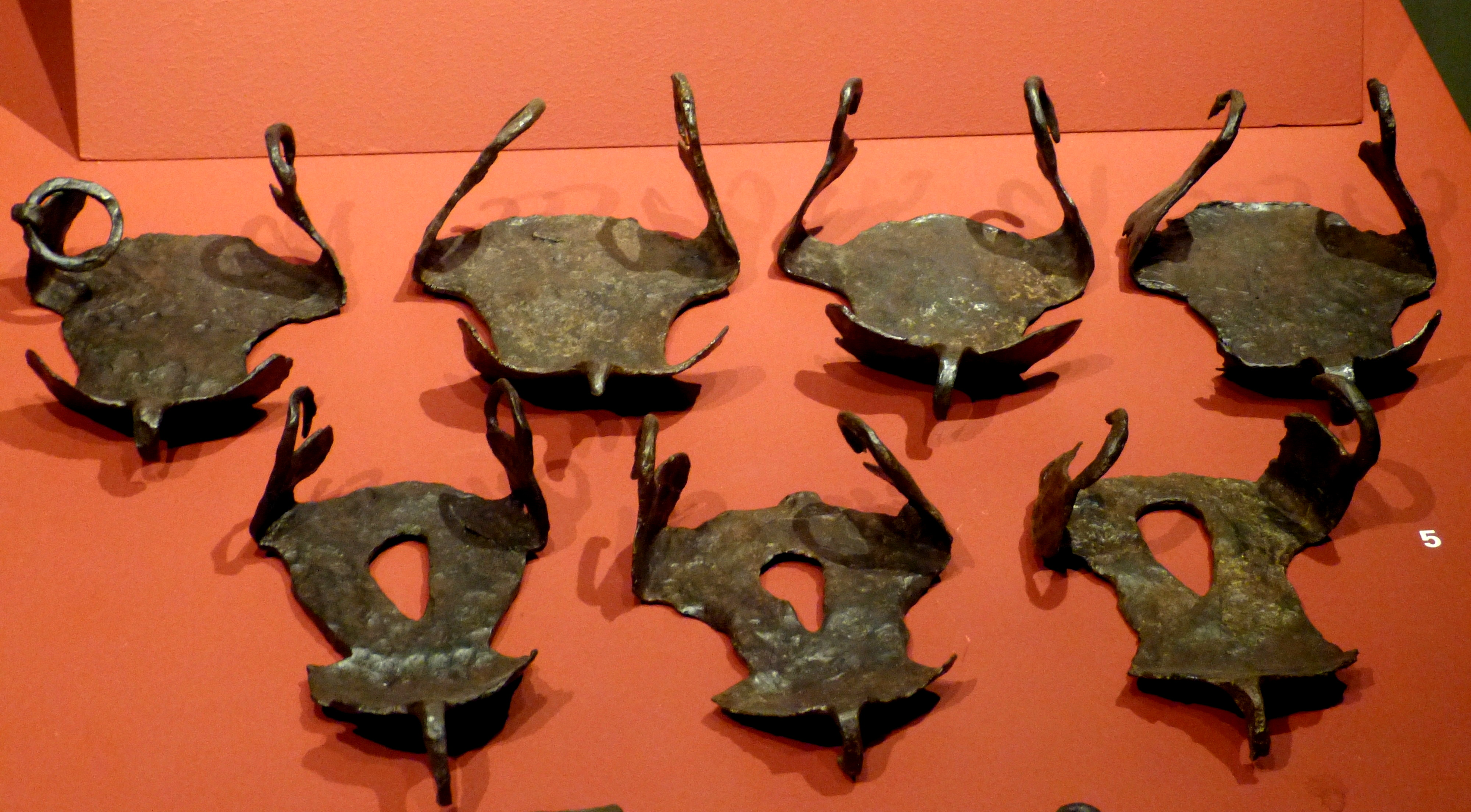
ローマ時代の蹄鉄。紐などで結ばれていたため耐久性が低かった。

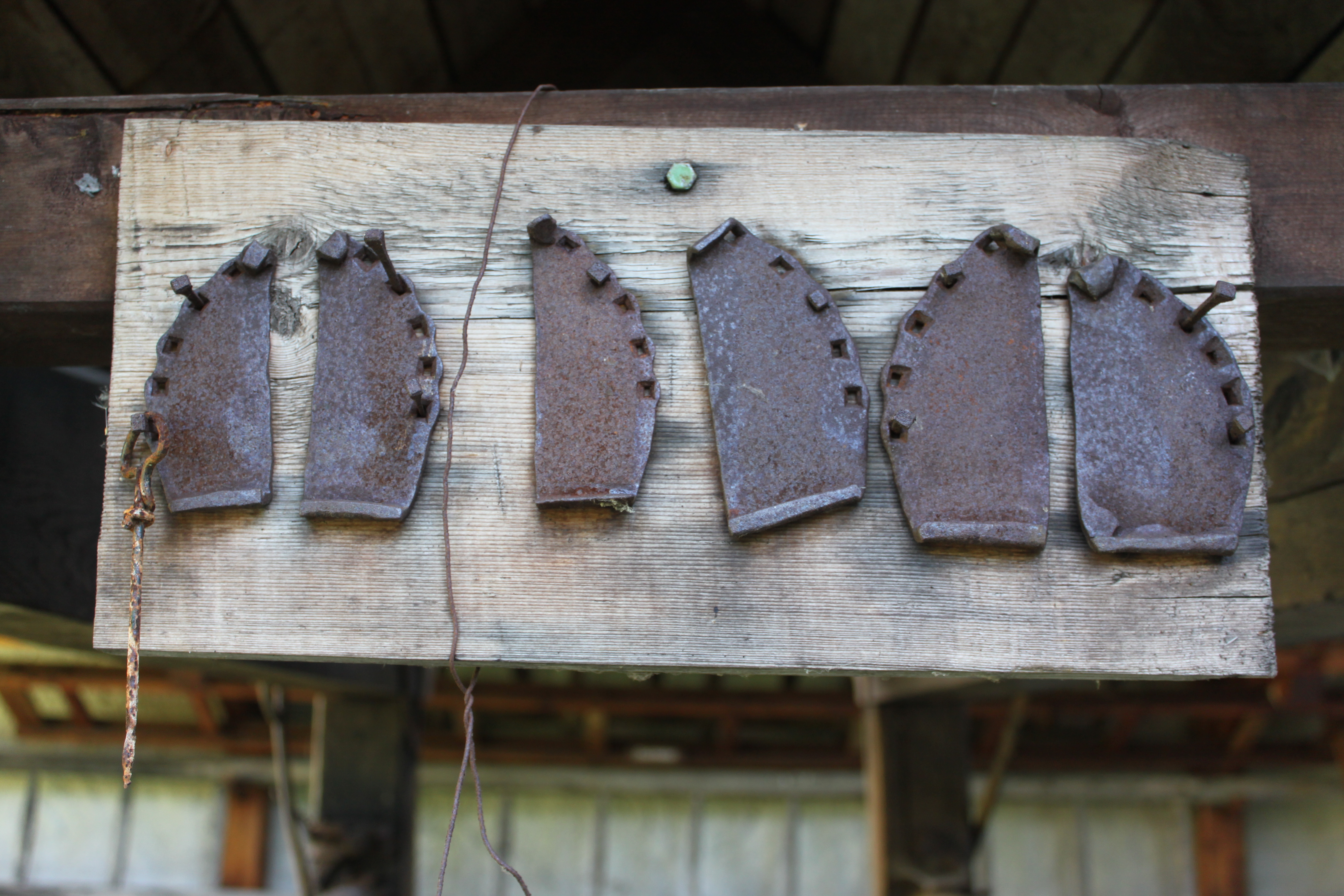
牛用の蹄鉄。奇蹄目の馬と違い偶蹄目であるため、一つの脚に左右2個の蹄鉄が必要。

蹄鉄（ていてつ）は、主に馬の蹄（ひづめ）を保護するために装着される、U字型の保護具である。

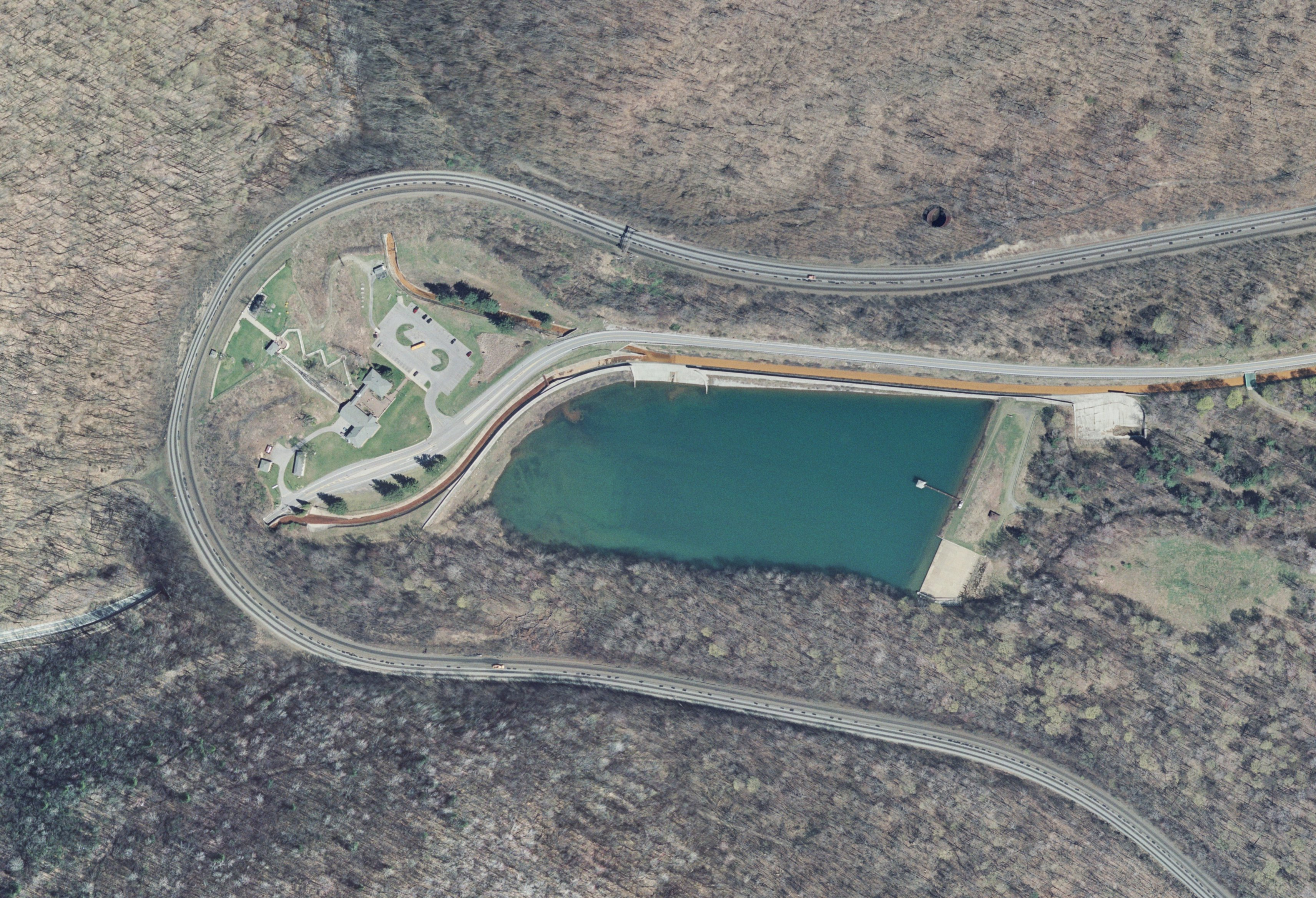
馬蹄形のホースシューカーブ
（米国ペンシルベニア州）
（アメリカ合衆国国定歴史建造物指定）

蹄鉄は蹄の破損を防止し、摩耗を防ぐために用いられる。野生の馬と異なり、家畜の馬は蹄が弱くて摩耗してしまう（詳しくは後述）。これを避けるために蹄鉄が考案された。同様の理由で、ロバや役牛用の蹄鉄もある（牛蹄鉄）。
はじめに蹄鉄が西洋の文献に現れるのは、4世紀にギリシア人によってもたらされてからで、様々な品種の馬、および様々な用途のために改良が加えられ、素材も様々なものが使用された。
鉄、アルミニウム、ゴム、プラスチック、牛皮、またはそれらを組み合わせた素材で作られる。一般的な素材は鉄だが、日本の競馬においては軽量なアルミニウム合金が用いられている 。その他、マグネシウムやチタンあるいは銅が使われることもある。
初期の蹄鉄には滑り止めとしてカルキンスと呼ばれる出っ張りがあった。これは今でもチームペニングといった競技用馬の蹄鉄において見受けられる。

## 役割
馬の家畜化に伴い、馬の蹄を保護する馬具が必要となった。以下にその詳細を示す。
栄養価の低い餌
野生環境で食べられている雑草や低木には高い栄養価を持つベータカロチンが含まれている。しかし、耕作によって育てられた餌にはそれらのカロチンが含まれる割合が低い。また、野生動物は多様な餌資源の中から自らの生理要求にしたがって必要とされる栄養素の多い食物を選択しているが、家畜動物は多様性の低い食物を与えられる。蹄は十分な栄養がなければ、頑丈な角質組織として発達できない。さらに、家畜動物は穀類やムラサキウマゴヤシ、牧草といったタンパク質に富んだ濃縮飼料を与えられることもあり、これに起因して蹄葉炎（ていようえん）を引き起こすといわれている。蹄葉炎とは蹄骨を支える蹄壁の葉状層が炎症を起こす病気である。たとえ蹄葉炎を引き起こさなくとも、角質組織と蹄骨との結合は弱くなり、この不自然な食体系は馬の足を弱める一因となる。穀粒、豆類、あるいは青草を多く含んだ牧草は潜在的な蹄葉炎を引き起こす。このことから、蹄鉄は蹄壁を支え、弱く薄い板からなる蹄壁の解離を防ぐために用いられる。
多様性の乏しい環境
野生の馬は様々な地形を歩くので馬の蹄は日々摩滅し、厳しい環境下に置かれ続ける。こういった連続的な刺激作用により、馬の蹄は「たこ」のように厚く、頑丈になっていく。しかしながら家畜化により馬の環境は限定的なものになり、蹄は堅くならず傷にも弱くなる。
過重
人間や積み荷、荷車や貨車によって馬に与える重量と負荷は増加し、蹄の摩耗もいっそう顕著となる。
湿潤気候
馬は本来乾燥したステップ草原に住んでいた。そこに比べ北欧は湿気が多く、粘土質の地面は馬の蹄を弱くする。最初に蹄鉄が実用化されたのも北欧だった。
アンモニアへの接触野生馬や遊牧で管理されている家畜馬と異なり、馬小屋では馬の蹄は常に尿が微生物によって分解して生じたアンモニアにさらされている。蹄の組織はケラチン（タンパク質）がほとんどで、水に溶けると塩基性を示すアンモニアによって加水分解され、弱められる。蹄鉄をつけていればアンモニアから蹄を守ることができる。
遺伝的要因
家畜化することで、自然界の後天的順化因子や先天的な遺伝子の変異に対する淘汰因子を欠き、馬の足は過度に大きく、長く、脆弱かつ柔軟となった。岩、小石や凹凸の激しい地表から、蹄を保護することは不可欠となった。足の軟繊維を痛め、蹄壁に割れ目が生じる危険が常に存在している。
滑り止め
氷の上を走るためのボリアムや滑りやすい地面のための鋲、とがり金、リムといった滑り止めは、馬術競技馬や飛越競走馬、ポロ用の小馬などの余り平坦でない地面を高速で走行する必要のある馬に有益である。

## 歴史

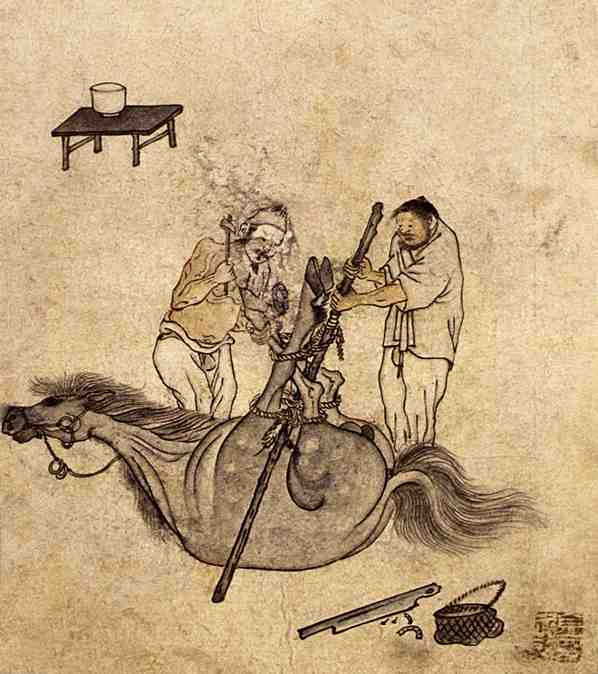
金弘道の絵による、李氏朝鮮時代の装蹄作業

装蹄の起源については不明な点が多く、いまだに結論は出ていない。ローマ時代、馬の持ち主は、蹄の上に革製のブーツを履かせて紐で縛り付けていた。
中世には金属製の蹄鉄が現れるが、これにはフン族が持ち込んだとする説のほか、ケルト起源説などがありはっきりしない。歴史家の中には中世になってはじめて金属製の蹄鉄が現れたとするものもいるが、ドイツのノイポツ近くのローマ時代の遺構から金属製の蹄鉄が見つかっており、それは294年のものだという。 
いずれの場合にせよ金属製の蹄鉄が一般的に利用されるようになったのは、中世以降のことである。

### 日本

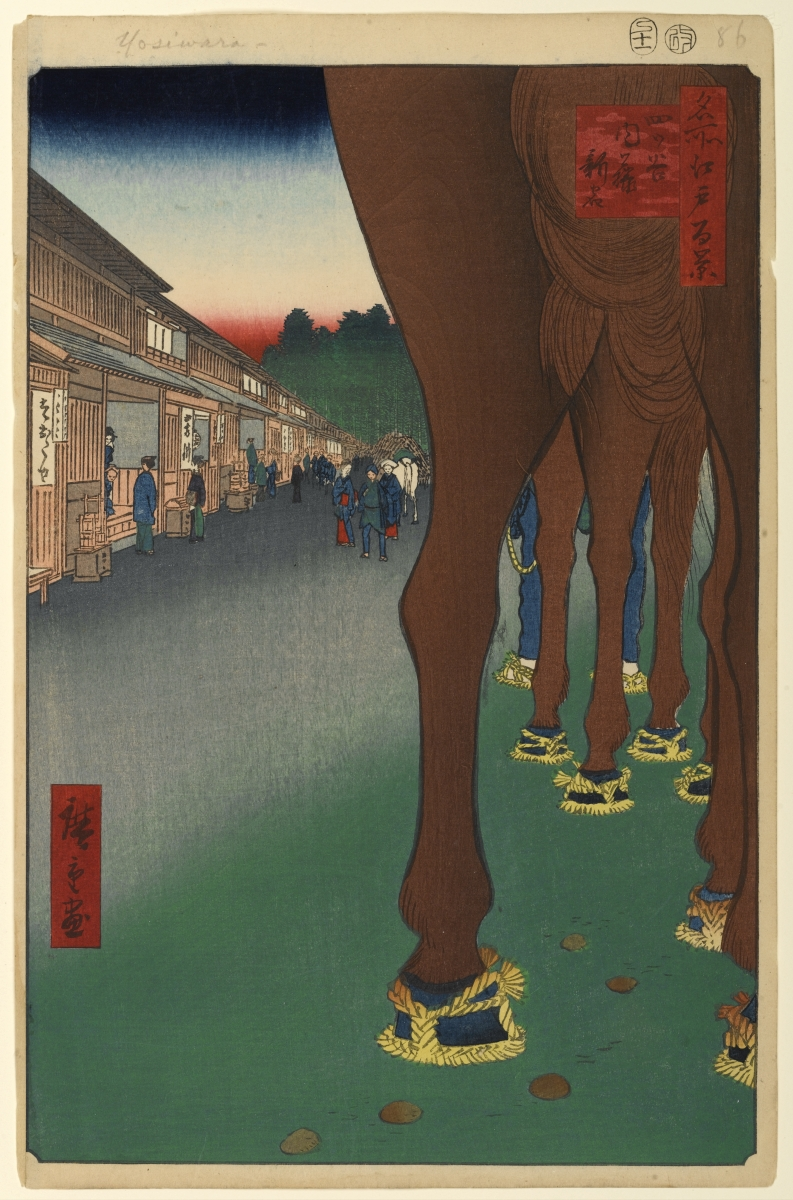
歌川広重『名所江戸百景』より。明治以前の日本では蹄鉄は使われておらず、馬は専用のわらじを履いていた。

日本では古くから馬沓という藁製の馬蹄保護具が用いられていた。戦国時代に蹄鉄が九州の一部で使われたという記述があるが、元々、日本在来種の馬は蹄が固く、蹄鉄が無くても走行にさほど問題がなかったことから、普及しなかった。また、徳川吉宗はアラビア種の馬を輸入し品種改良を試み、1733年（享保18年）には馬術教練士官と装蹄師が来日しているが、平和な時代だったため、このときも蹄鉄は普及しなかった。
西洋式の金属製蹄鉄が組織的に使われるようになったのは明治以降のことである。蹄鉄技術は各国から日本に導入された。なかでも陸軍は1873年（明治6年）にフランスから装蹄教官を招き、のち1890年（明治23年）にはドイツ人教官を招聘して蹄鉄技術の導入と定着に大きな役割を果たした。明治時代を通じて蹄鉄は全国に広まったが、農山村部では大正期でもわらじが使われていた。
1890年（明治23年）に蹄鉄工免許規則が制定され、蹄鉄工は国家資格とされた。蹄鉄工の養成は獣医学校や農学校付属の蹄鉄専科でおこなわれ、1年間で卒業して免状を授与された。
蹄鉄の技術は軍隊に欠かせないものであったが、日清・日露戦争で日本陸軍は蹄鉄工の不足に苦しんだ。日中戦争から太平洋戦争にかけて、陸軍は蹄鉄工を重視していた。役場の兵事係は、蹄鉄技術を持つ民間人を事前に登録、動員時には優先的に召集令状を送って蹄鉄工の確保に努めた。蹄鉄工は軍隊では優遇された存在で、准士官である特務曹長待遇の蹄鉄工長まで昇進できた。蹄鉄工長は獣医学校で短期間学び、獣医になる道も用意されていた。
太平洋戦争敗戦後、GHQの指示で獣医師会が廃止、再編されることになり、1948年（昭和23年）、日本装蹄師会も獣医師会と同時に解散した。代わりに日本装蹄協会が創立され、日本装蹄師会に改称され現在に至っている。1970年（昭和45年）には装蹄師法が廃止され、装蹄師が国家資格でなくなったことから、認定装蹄師の制度が発足した。認定資格は、2級、1級、指導級の3段階とされ、運営は同会がおこなっている。現在では、栃木県宇都宮市のJRA競走馬総合研究所敷地内に日本装蹄師会・装蹄教育センターが設置され、そこで全寮制1年間の装蹄師養成教育がおこなわれている。

## 文化

### 魔除け

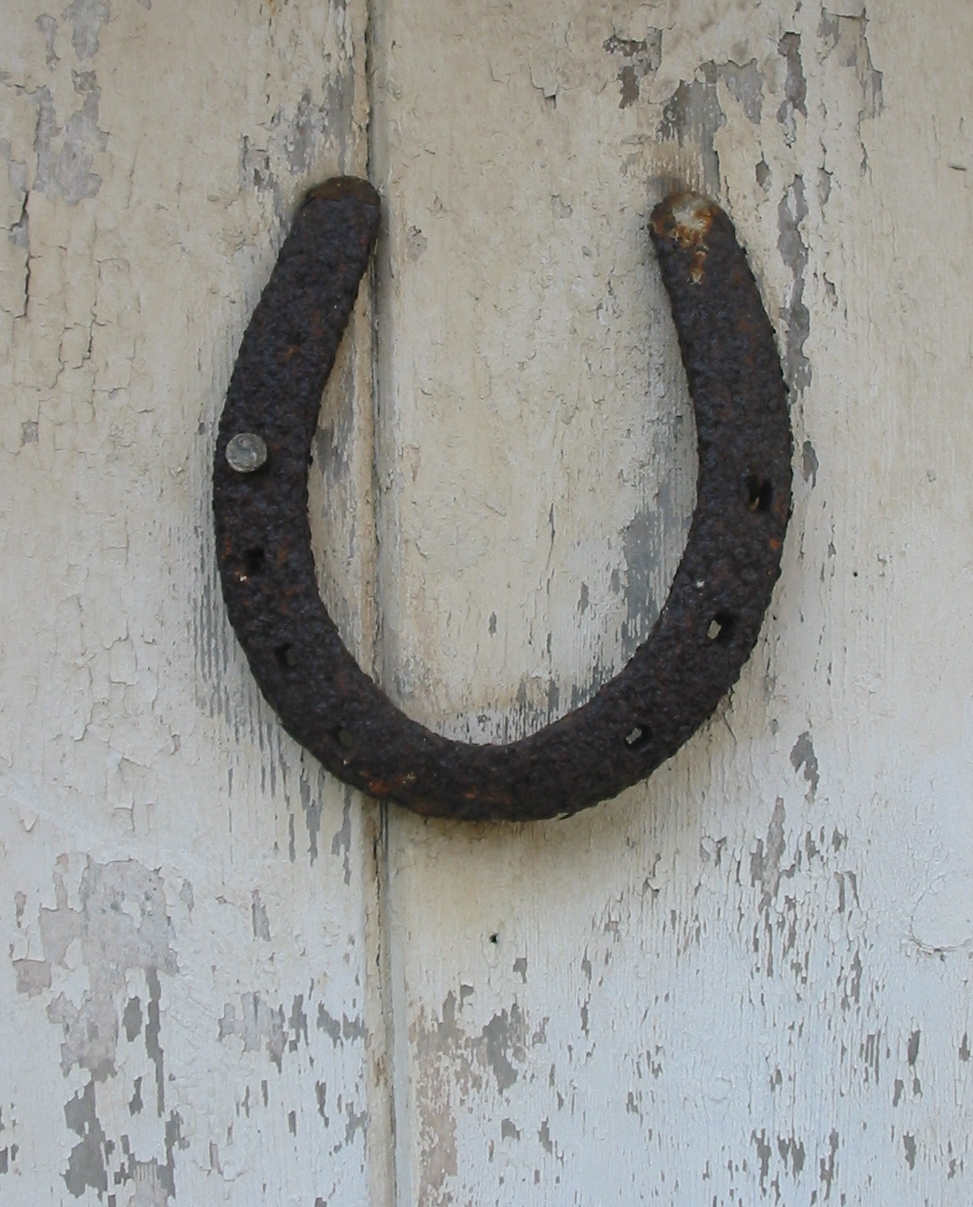
扉に留められた蹄鉄は魔除けになると信じられている

ヨーロッパでは扉に蹄鉄をぶら下げると魔除けや幸運のお守りになると信じられている。玄関に蹄鉄の鉄尾（末端部分）が留められていれば幸運が舞い込み、両端が下に向いていると不運が舞い込むといわれている。これは文化圏によって異なり、2つの鉄尾が下を向いていれば幸運が舞い込むという地域もある。日本では馬が人間を踏まないということから 日本中央競馬会（JRA）が馬蹄を交通安全のお守りとして販売している。
このような風習の起源は諸説ある。ケルト人がダーナ神族を鉄器と騎馬で打ち倒したことから、妖精や邪鬼などの異界の住人は鉄を嫌うと伝承され、幸運をもたらすとされた説。後にカンタベリー大司教となった鍛冶屋の聖ダンステンが悪魔から馬の蹄鉄を修理するよう頼まれた際、悪魔の足に蹄鉄を打ち付け、痛がる悪魔に扉に蹄鉄が留められているときは絶対中に入らないという約束を取り付けようやく蹄鉄を取り外してやったことから悪魔除けとされた説などがある。

### 遊び道具

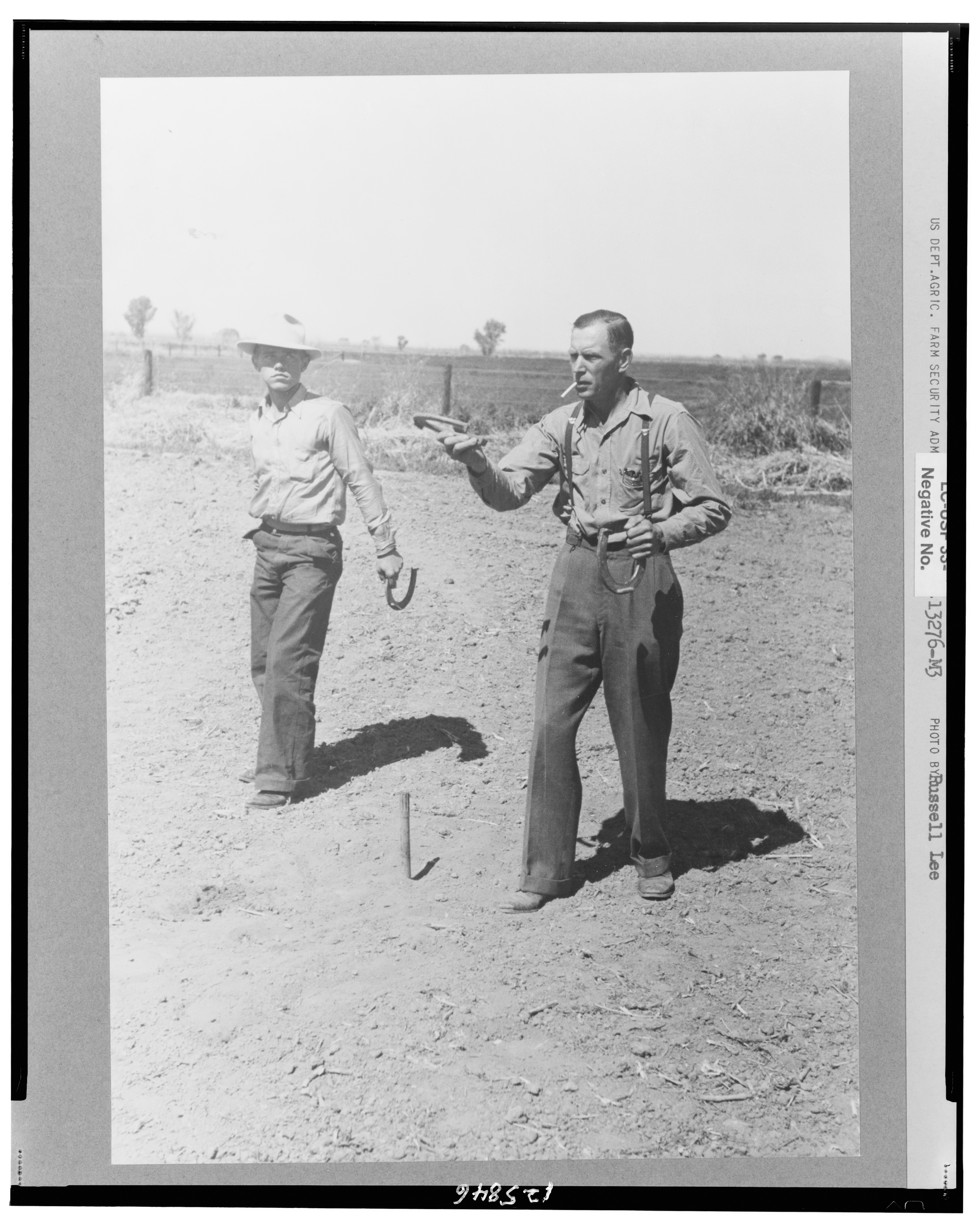
アリゾナ州ユマで催されたホースシューピッチング大会の様子（1942年）

世界各地に蹄鉄を投げて遊ぶ風習がある。これは「蹄鉄投げ」と呼ばれるもので、米国ではホースシューズ（Horseshoes、ホースシューピッチングとも）という人気スポーツになっている。当初は不要になったリング型の蹄鉄を投げて飛距離などを競うものだったが、次第に杭に向かって投げる一種の「輪投げ」のような遊びへと変化した。
1回に1人が2つの馬蹄（horse shoes）を投げることから「ホースシューズ」と命名されている。
アメリカではヨーロッパからの移民たちがこのホースシューズを持ち込み、特にカウボーイの間で大流行した。1921年には「National Horseshoes Pitchers Association of America」が設立され、会員数が15,000人以上のメジャースポーツになっている。
日本でも1991年に「日本ホースシューズ協会」が設立され、全日本選手権大会が開催されている。競技人口は約5,000人。年齢や性別に関係なく楽しめるスポーツとして注目されている。漫画家の藤子不二雄Aは、ラピッドシティで開催される世界選手権大会に参加する日本代表選手たちを題材とした「サウスダコタの蒼い空」を『ワールド漂流記』で描いている。

### 形状
蹄鉄の形状は馬蹄形と呼ばれる。英語ではhorseshoeであるが、日本語では蹄鉄型と呼ばれることは少ない。
代表例として、U字構造をした馬蹄磁石、馬蹄銀、馬蹄形軌道、ホースシューカーブ、ホースシューベンドなどがある。

## 落鉄
蹄鉄が外れて落ちてしまうことを落鉄という。競馬では競走前に落鉄が判明した場合、蹄鉄の打ち直しをおこなうことができるが、発馬時間が延長される原因になる。
馬が暴れて打ち直しができなかった場合、そのまま出走させることもあるが、現在の競馬では基本的に蹄鉄を履いていない競走馬の出走は認められていない。
落鉄したにも関わらず、打ち直しをおこなわないまま馬を出走させたイソノルーブル落鉄事件（1991年）がある。